# 20.º Prêmio Angelo Agostini
O 20.º Prêmio Angelo Agostini (também chamado Troféu Angelo Agostini) foi um evento organizado pela Associação dos Quadrinhistas e Caricaturistas do Estado de São Paulo (ACQ-ESP) com o propósito de premiar os melhores lançamentos brasileiros de quadrinhos de 2003 em diferentes categorias.
A premiação (cujos votos foram recebidos pelo correio até 6 de janeiro) ocorreu novamente em paralelo com a oitava edição do Fest Comix ,evento organizado regularmente pela Comix Book Shop reunindo as principais editoras brasileiras de histórias em quadrinhos, além da venda de revistas importadas e produtos relacionados. Por esse motivo, a comissão organizadora do Angelo Agostini manteve as quatro categorias especiais incluídas no ano anterior, mas dessa vez cada uma delas premiando dois profissionais ao invés dos cinco laureados em 2003.

## Prêmios
| Categoria                    | Vencedores                                              |
| ---------------------------- | ------------------------------------------------------- |
| Mestre do Quadrinho Nacional | Angeli                                                  |
| Mestre do Quadrinho Nacional | Angelo Agostini                                         |
| Mestre do Quadrinho Nacional | Carlos Estêvão                                          |
| Mestre do Quadrinho Nacional | Chico Caruso                                            |
| Mestre do Quadrinho Nacional | Rivaldo                                                 |
| Desenhista                   | Mozart Couto                                            |
| Roteirista                   | Marcelo Cassaro                                         |
| Lançamento                   | Roko-Loko e Adrina-Lina Marcio Baraldi (Opera Graphica) |
| Troféu Jayme Cortez          | André Diniz                                             |
| Troféu Jayme Cortez          | Editora Opera Graphica                                  |
| Troféu Jayme Cortez          | Sidney Gusman                                           |
| Fanzine                      | Quadrinhos Independentes Edgard Guimarães               |
| Arte-finalista               | Mozart Couto                                            |
| Arte-finalista               | Renato Guedes                                           |
| Arte técnica                 | Alexandre Jubran                                        |
| Arte técnica                 | André Vazzios                                           |
| Cartunista                   | Bira Dantas                                             |
| Cartunista                   | Marcio Baraldi                                          |
| Editor                       | Franco de Rosa                                          |
| Editor                       | Roberto Guedes                                          |